# Greg Beeman
Greg Beeman (Honolulu, 1962) è un regista statunitense di cinema e televisione, nonché produttore cinematografico e televisivo.
È noto per il suo lavoro nelle serie televisive JAG, Smallville ed Heroes ed ha lavorato alla TNT per la serie apocalittica-fantascientifica Falling Skies, come produttore esecutivo e regista principale.

## Biografia
Beeman ha iniziato la sua carriera da regista alla fine degli anni 1980, dirigendo lo spettacolo televisivo The Wonder Years e due film per la televisione; nel 1988, debuttò come regista in una pellicola cinematografica con License to Drive - Licenza di guida. All'inizio degli anni 1990, continuò a lavorare nel settore televisivo, dirigendo episodi di JAG, Harts of the West, Danger Theater e Nash Bridges. Ha anche contribuito, con due episodi, alla serie di fantascienza Gli acchiappamostri; Beeman lavorò poi a numerosi progetti televisivi alla fine degli anni '90, in particolare come regista ricorrente nella serie televisiva JAG.
Nel 2000, vinse il premio Directors Guild of America per la regia eccezionale nei programmi per bambini per il film televisivo Miracle in Lane 2; el 2001, entrò a far parte della serie di supereroi WB Smallville, come regista e coproduttore esecutivo, successivamente venne promosso produttore esecutivo e diresse il finale della serie dello spettacolo. Nel 2003, venne nuovamente candidato al premio Directors Guild of America per la regia eccezionale nei programmi per bambini per l'adattamento televisivo di A Ring of Endless Light. Nel 2006 è diventato coproduttore esecutivo e regista della serie NBC Heroes. In seguito venne promosso produttore esecutivo. Heroes è stato nominato per un Premio Hugo per la migliore presentazione drammatica di lunga durata nel 2008. Beeman e altri produttori di Heroes furono nominati per un premio PGA nello stesso anno. Nel 2009, è entrato a far parte del dramma di The CW Melrose Place, come regista e produttore esecutivo.
Beeman è entrato nella serie TNT di fantascienza/azione Falling Skies, come regista e coproduttore esecutivo nel 2011. Nella seconda stagione dello show, è stato produttore esecutivo e regista principale. Per le serie televisive Minority Report e American Gothic, Beeman ha diretto e agito come coproduttore esecutivo.

## Filmografia

### Film
| Anno | Film                                | Crediti                | Note               |
| ---- | ----------------------------------- | ---------------------- | ------------------ |
| 1988 | License to Drive - Licenza di guida | regista                |                    |
| 1990 | Tales of the Unknown                | regista, sceneggiatore | "Il grande garage" |
| 1992 | Mamma e papà salvano il mondo       | regista                |                    |
| 1995 | Un furfante tra i boyscout          | regista                |                    |

### Televisione
| Anno          | Programma                         | Crediti                                                | Note         |
| ------------- | --------------------------------- | ------------------------------------------------------ | ------------ |
| 1986          | The Richest Cat in the World      | regista                                                | film TV      |
| 1986          | Little Spies                      | regista                                                | film TV      |
| 1988–1993     | Blue Jeans                        | regista                                                | 3 episodi    |
| 1991–1992     | Gli acchiappamostri               | regista                                                | 1 episodio   |
| 1993–1994     | Le avventure di Brisco County Jr. | regista                                                | 1 episodio   |
| 1993–1994     | Harts of the West                 | regista                                                | 2 episodi    |
| 1995          | Piccola peste s'innamora          | regista                                                | film TV      |
| 1995–1996     | Un filo nel passato               | regista                                                | 1 episodio   |
| 1995–1996     | Maledetta fortuna                 | regista                                                | 2 episodi    |
| 1995–2005     | JAG - Avvocati in divisa          | regista                                                | 11 episodi   |
| 1996–1999     | The Sentinel                      | regista                                                |              |
| 1996–2001     | Nash Bridges                      | regista, produttore                                    | 18 episodi   |
| 1997          | Una mummia per amico              | regista                                                | film TV      |
| 1998–2000     | Più forte ragazzi                 | regista                                                | 4 episodi    |
| 1999–2000     | The Strip                         | regista                                                |              |
| 1999–2002     | Providence                        | regista                                                | 2 episodi    |
| 2000          | I Spike                           | regista                                                |              |
| 2000          | City of Angels                    | regista                                                |              |
| 2000          | Secret Agent Man                  | regista                                                | 1 episodio   |
| 2001–2002     | Philly                            | regista                                                | 1 episodio   |
| 2001–2011     | Smallville                        | regista, co-produttore esecutivo, produttore esecutivo | 105 episodes |
| 2006–2010     | Heroes                            | regista, co-produttore esecutivo, produttore esecutivo | 58 episodi   |
| 2007          | Aquaman                           | regista                                                |              |
| 2009–2010     | Melrose Place                     | regista, produttore esecutivo                          | 16 episodi   |
| 2010–in corso | Rizzoli & Isles                   | regista                                                | 1 episodio   |
| 2010–in corso | Blue Bloods                       | regista                                                | 1 episodio   |
| 2010–2011     | The Defenders                     | regista                                                | 1 episodio   |
| 2010–2011     | No Ordinary Family                | regista                                                | 1 episodio   |
| 2010–2011     | Memphis Beat                      | regista                                                | 1 episodio   |
| 2011          | Falling Skies                     | regista, co-produttore esecutivo, produttore esecutivo | 17 episodi   |
| 2011          | C'era una volta                   | regista                                                | 1 episodio   |
| 2012–2013     | Touch                             | regista                                                | 1 episodio   |
| 2012–2013     | Vegas                             | regista                                                | 1 episodio   |
| 2012–2014     | Perception                        | regista                                                | 6 episodi    |
| 2014          | The Last Ship                     | regista                                                | 1 episodio   |
| 2015–2016     | Heroes Reborn                     | regista                                                | 2 episodi    |
| 2015-17       | Lucifer                           | regista                                                | 4 episodi    |
| 2015          | Minority Report                   | regista, co-produttore esecutivo                       | 6 episodi    |
| 2016          | American Gothic                   | regista, co-produttore esecutivo                       | 13 episodi   |
| 2017          | No Tomorrow                       | regista                                                | 1 episodio   |
| 2017          | Zoo                               | regista                                                | 1 episodio   |
| 2017          | Salvation                         | regista                                                | 1 episodio   |
| 2017          | Midnight, Texas                   | regista                                                | 1 episodio   |
| 2017-19       | S.W.A.T.                          | regista                                                | 2 episodi    |
| 2018          | The Rookie                        | regista                                                | 1 episodio   |
| 2019          | Streghe                           | regista                                                | 1 episodio   |
| 2019          | Swamp Thing                       | regista                                                | 1 episodio   |
| 2020          | Nancy Drew                        | regista                                                | 1 episodio   |

### Regista

#### Televisione
- Una vacanza di tutto... lavoro (Horse Sense) – film TV (1999)
- Brink! Sfida su rotelle (Brink!) – film TV (1998)
- Un trofeo per Justin (Miracle in Lane 2) – film TV (2000)
- Il più bel regalo di Natale (The Ultimate Christmas Present) – film TV (2000)
- Vicky e i delfini (A Ring of Endless Light) – film TV (2002)

### Produttore
- Vicky e i delfini (A Ring of Endless Light), regia di Greg Beeman –film TV (2002)